# Кіт Яндл
Кіт Яндл (англ. Keith Yandle, нар. 9 вересня 1986, Мілтон) — американський хокеїст, захисник. Був гравцем збірної команди США.

## Ігрова кар'єра
Кіт дебютував на міжнародному дитячому турнірі в Квебеку 2000-го року.
Хокейну кар'єру розпочав 2002 року виступами за шкільну команду Академії Кушинг. Сезон 2005–06 Яндл провів у складі команди «Монктон Вайлдкетс» (ГЮХЛК).
2005 року був обраний на драфті НХЛ під 105-м загальним номером командою «Фінікс Койотс». 11 жовтня 2006 дебютував у матчі проти «Детройт Ред Вінгз».
14 квітня 2010 Кіт відзначився у грі плей-оф Кубка Стенлі проти «Детройт Ред Вінгз», зрівнявши рахунок 1–1. Пізніше додав ще результативну передачу та був визнаний одним із трьох найкращих гравців матчу. У матчі всіх зірок НХЛ 2011 американець замінив шведа Тобіаса Енстрема з «Атланта Трешерс».
1 липня 2011 Кіт та «койоти» уклали новий п'ятирічний контракт на суму 26,25 мільйонів доларів. У плей-оф Кубка Стенлі 2012 у фіналі Західної конференції вони поступились «Лос-Анджелес Кінгс», а Кіт набрав у цій серії дев'ять очок. 12 листопада 2014 Яндл провів 400-ту гру поспіль. Він посідає другу сходинку серед гравців, які провели найдовшу серію поспіль зіграних матчів після Дейла Гаверчука (475).
1 березня 2015 Кіта обміняли до клубу «Нью-Йорк Рейнджерс».
20 червня 2016 на правах вільного агента перейшов до клубу «Флорида Пантерс». 23 червня 2016 він уклав з «пантерами» семирічний контракт на суму $44 мільйона доларів.
Виступав за національну збірну США, провів 6 ігор в її складі.

## Досягнення та нагороди
- Учасник матчу всіх зірок НХЛ — 2011, 2012, 2019.

## Статистика

### Клубні виступи
| Сезон        | Клуб                  | Ліга         | Регулярний сезон | Регулярний сезон | Регулярний сезон | Регулярний сезон | Регулярний сезон | Плей-оф | Плей-оф | Плей-оф | Плей-оф | Плей-оф |
| Сезон        | Клуб                  | Ліга         | І                | Г                | П                | О                | ШХ               | І       | Г       | П       | О       | ШХ      |
| ------------ | --------------------- | ------------ | ---------------- | ---------------- | ---------------- | ---------------- | ---------------- | ------- | ------- | ------- | ------- | ------- |
| 2002–03      | Академія Кушинг       | Шкільна ліга | 30               | 4                | 26               | 30               | 61               | —       | —       | —       | —       | —       |
| 2003–04      | Академія Кушинг       | Шкільна ліга | 37               | 14               | 48               | 62               | 78               | —       | —       | —       | —       | —       |
| 2004–05      | Академія Кушинг       | Шкільна ліга | 34               | 14               | 40               | 54               | 52               | —       | —       | —       | —       | —       |
| 2005–06      | «Монктон Вайлдкетс»   | ГЮХЛК        | 66               | 25               | 59               | 84               | 109              | 21      | 6       | 14      | 20      | 36      |
| 2006–07      | «Сан-Антоніо Ремпедж» | АХЛ          | 69               | 6                | 27               | 33               | 97               | —       | —       | —       | —       | —       |
| 2006–07      | «Фінікс Койотс»       | НХЛ          | 7                | 0                | 2                | 2                | 8                | —       | —       | —       | —       | —       |
| 2007–08      | «Сан-Антоніо Ремпедж» | АХЛ          | 30               | 1                | 14               | 15               | 80               | 5       | 0       | 0       | 0       | 8       |
| 2007–08      | «Фінікс Койотс»       | НХЛ          | 43               | 5                | 7                | 12               | 14               | —       | —       | —       | —       | —       |
| 2008–09      | «Фінікс Койотс»       | НХЛ          | 69               | 4                | 26               | 30               | 37               | —       | —       | —       | —       | —       |
| 2009–10      | «Фінікс Койотс»       | НХЛ          | 82               | 12               | 29               | 41               | 45               | 7       | 2       | 3       | 5       | 4       |
| 2010–11      | «Фінікс Койотс»       | НХЛ          | 82               | 11               | 48               | 59               | 68               | 4       | 0       | 5       | 5       | 0       |
| 2011–12      | «Фінікс Койотс»       | НХЛ          | 82               | 11               | 32               | 43               | 51               | 16      | 1       | 8       | 9       | 10      |
| 2012–13      | «Фінікс Койотс»       | НХЛ          | 48               | 10               | 20               | 30               | 54               | —       | —       | —       | —       | —       |
| 2013–14      | «Фінікс Койотс»       | НХЛ          | 82               | 8                | 45               | 53               | 63               | —       | —       | —       | —       | —       |
| 2014–15      | «Аризона Койотс»      | НХЛ          | 63               | 4                | 37               | 41               | 32               | —       | —       | —       | —       | —       |
| 2014–15      | «Нью-Йорк Рейнджерс»  | НХЛ          | 21               | 2                | 9                | 11               | 8                | 19      | 2       | 9       | 11      | 10      |
| 2015–16      | «Нью-Йорк Рейнджерс»  | НХЛ          | 82               | 5                | 42               | 47               | 40               | 5       | 1       | 0       | 1       | 2       |
| 2016–17      | «Флорида Пантерс»     | НХЛ          | 82               | 5                | 36               | 41               | 39               | —       | —       | —       | —       | —       |
| 2017–18      | «Флорида Пантерс»     | НХЛ          | 82               | 8                | 48               | 56               | 35               | —       | —       | —       | —       | —       |
| 2018–19      | «Флорида Пантерс»     | НХЛ          | 82               | 9                | 53               | 62               | 50               | —       | —       | —       | —       | —       |
| 2019–20      | «Флорида Пантерс»     | НХЛ          | 69               | 5                | 40               | 45               | 20               | 4       | 0       | 3       | 3       | 0       |
| Усього в НХЛ | Усього в НХЛ          | Усього в НХЛ | 976              | 99               | 474              | 573              | 564              | 55      | 6       | 28      | 34      | 26      |

### Збірна
| Рік                | Команда            | Турнір             | Місце              | І | Г | П | О | ШХ |
| ------------------ | ------------------ | ------------------ | ------------------ | - | - | - | - | -- |
| 2010               | США                | ЧС                 | 13-е               | 6 | 1 | 3 | 4 | 0  |
| Національна збірна | Національна збірна | Національна збірна | Національна збірна | 6 | 1 | 3 | 4 | 0  |